# Уральский завод гражданской авиации
АО «Уральский завод гражданской авиации» (УЗГА, ранее также Завод № 404) — авиастроительное и авиаремонтное предприятие, расположенное в Екатеринбурге. Один из лидеров отрасли самолётостроения в России. Специализируется на разработке, производстве, испытаниях, ремонте и обслуживании авиационной техники, узлов и агрегатов. В компанию входят производственный центр по техническому обслуживанию и ремонту двигателей, авиастроительные мощности, инженерный центр, ряд дочерних, зависимых и обособленных компаний.

## История

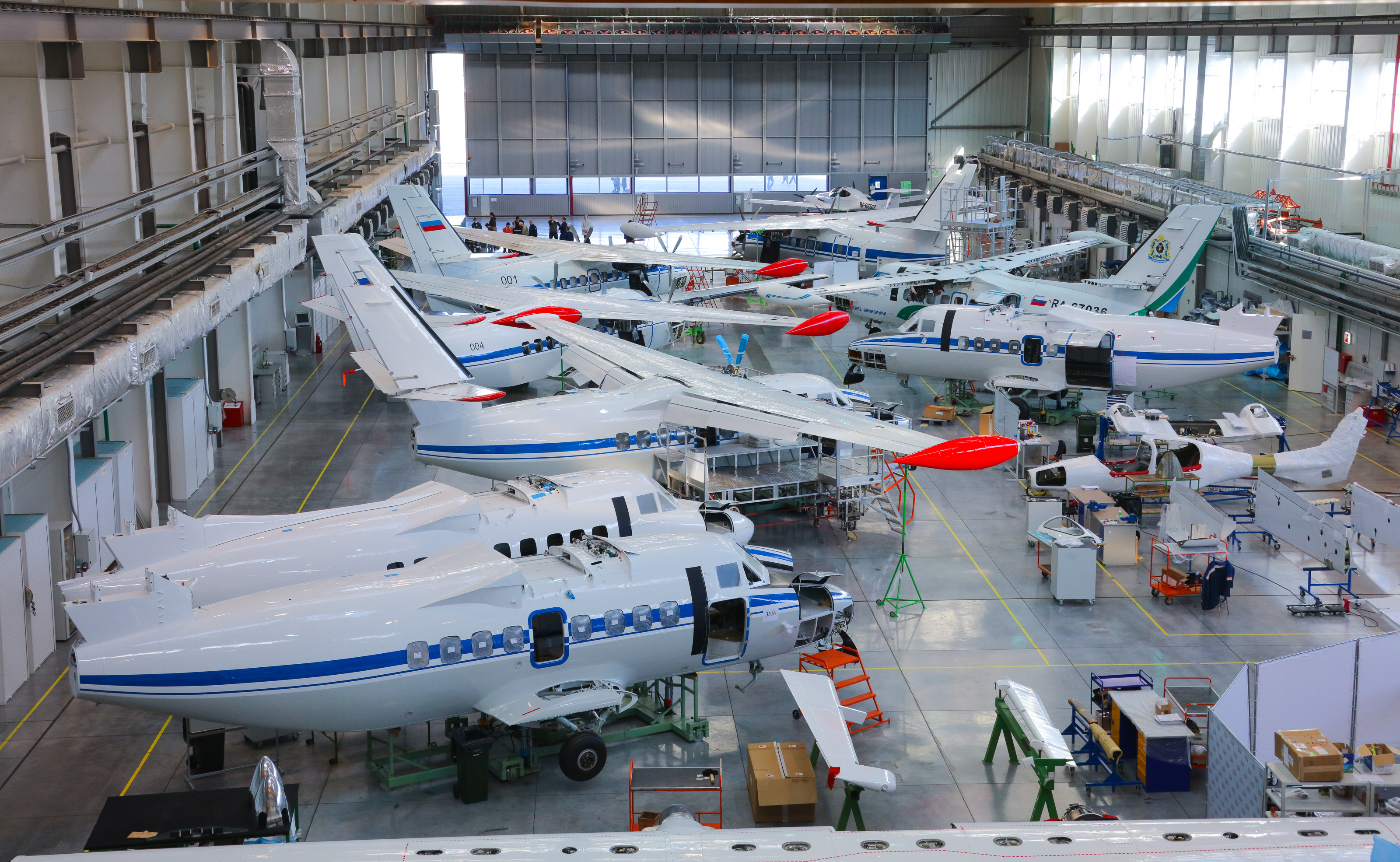
Цех сборки самолётов Уральского завода гражданской авиации на аэродроме «Уктус»

История завода берёт своё начало в 1939 году: начиналось с линейных авиаремонтных мастерских (САРМ ГВФ), которые выполняли техническое обслуживание самолётов, движущихся по воздушным магистралям Москва — Иркутск, Свердловск — Москва и Москва — Магнитогорск. 16 марта 1939 года мастерским присвоен статус самостоятельного предприятия гражданского флота СССР. Эта дата и стала днём рождения завода № 404, ныне известного нам как Уральский завод гражданской авиации.
Деятельность завода началась с ремонта самолётов У-2, По-2 и авиадвигателей М-11, М-17, МГ-31, в годы Великой Отечественной войны предприятие значительно увеличило свои производственные мощности. На заводе освоили и стали производить сборку бомбардировщиков СБ и истребителей И-15 и И-16, осуществлять замену двигателей на самолётах Ли-2 и ремонт наиболее востребованного в то время двигателя — АШ-62ИР. Согласно статистике военных лет, за смену на предприятии выпускалось до 135 деталей для установки РСЗО «Катюша». Всего за 1941—1945 годы на заводе отремонтировали и вернули в строй рекордное количество техники — 560 самолётов и 1500 двигателей. Во время войны средняя норма по ремонту и сборке составляла 214 % от гражданского времени. Выполнение норм отдельных групп рабочих доходило до 500 %. За годы войны коллектив Завода № 404 шесть раз одержал победу в социалистическом соревновании ремонтных предприятий «Аэрофлота».
После войны для гражданского воздушного флота на предприятии был освоен ремонт двигателей АШ-82ФН, эксплуатирующихся на самолётах ИЛ-12. Для выполнения требуемого объёма — 8 тыс. единиц — коллектив предприятия разработал новую технологию — поточную линию ремонта, уникальную в отрасли гражданской авиации. Опыт уральских новаторов впоследствии был внедрён и на других предприятиях.
В 1956 году после переустройства и технического оснащения цехов предприятие освоило ремонт поршневых двигателей АШ-82Т для самолётов ИЛ-14.
В 1960-е годы наряду с развитием вертолётной авиации возникла потребность в капитальном ремонте двигателей АШ-82В и главного редуктора Р-5 вертолётов Ми-4. До 1987 года эта задача выполнялась работниками уральского завода, которые восстановили в этот период 15 тысяч двигателей и 8 тысяч редукторов, тем самым полностью обеспечив потребности Аэрофлота СССР.
Очередную планку на пути своих достижений завод № 404 преодолел, освоив в 1973 году ремонт газотурбинного двигателя ТВ2-117А. Вскоре объёмы производства возросли с пяти двигателей в месяц до 180.
В 1975 году заводчане освоили ремонт главного редуктора ВР-8А вертолёта Ми-8. К концу десятилетия завод получил патент на уникальную авторскую технологию — одноразовую сборку и совмещённое сдаточно-контрольное испытание двигателя ТВ2-117А и редуктора ВР-8А.
В 1981 году завод удостоен ордена «Знак Почета» Указом Президиума Верховного Совета СССР. Главные достижения 1980-х — открытие лаборатории структурного анализа для проведения контроля структуры лопаток турбины на перегрев с использованием электронных микроскопов; завершение строительства мотороиспытательной станции МИС-2 и первый запуск двигателя НК-8-2 на стенде.
В 1990-е годы УЗГА не только не сбавил обороты производства, но и приступил к капремонту более современных вертолётных двигателей ТВ3-117 и его модификаций, и первым в России овладел технологией ремонта двигателя ГТД-350 для вертолётов Ми-2.
В 1999 году благодаря высокому техническому и научному потенциалу завод освоил производство мобильных энергетических установок ЭУ-1500/3000 для применения во всех климатических зонах земного шара на высотах до тысячи метров над уровнем моря. Для удовлетворения потребностей магистральных станций по перекачке газа в том же году начат ремонт двигателей НК16-СТ.
На волне рыночных преобразований 1990-х годов возникла необходимость расширения ассортимента продукции завода, и одним из новых направлений стал выпуск двухместного самолёта МАИ-223.
В 2003 году на предприятии освоен ремонт двигателей АИ-9В, а в конце 2004-го — ремонт редуктора ВР-24. В 2007 году произведён первый ремонт двигателя НК-12СТ для ГПА.
В 2013 году создано новое направление — производство лёгких самолётов Diamond.
В 2015 году завод стал официальным представителем компании Textron Aviation на территории Российский Федерации и выпустил первый в России лёгкий пассажирский вертолёт Bell-407 американского производителя Bell Helicopter Textron.
2016 год ознаменовался началом строительства цеха по сборке универсального двухмоторного самолёта для местных воздушных линий L-410.
2020-е: Уральский завод гражданской авиации намерен стать якорным производителем самолётов для новой дальневосточной авиакомпании «Аврора». Руководитель завода предложил Минтрансу обсудить перспективы использования самолётов L-410, «Байкал» и «Ладога» для развития транспортной доступности Дальнего Востока.
Разработка самолёта ЛМС-901 стартовала в 2019 году. Премьерный показ самолёта прошёл в ходе авиасалона МАКС-2021. Первый полёт состоялся 30 января 2022 года. Первые поставки самолётов эксплуатантам были запланированы на 2024 год. В августе 2022 года авиакомпании «КрасАвиа» и «Аэросервис» подписали предварительные соглашения о поставке 10 и 7 самолётов ЛМС-901 соответственно. Полномочный представитель Президента РФ в Дальневосточном федеральном округе Юрий Трутнев также в августе 2022 года заявил, что потребности ДФО в самолётах «Байкал» оцениваются в 105 штук.
Разработка самолёта ТВРС-44 «Ладога» ведётся по техническому заданию Минпромторга от 2 сентября 2020 года. В октябре 2021 года макетная комиссия, в состав которой вошли представители Росавиации, Авиарегистра и сертификационных центров, подтвердила соответствие сертификационного базиса требованиям авиационных правил в части лётной годности и охраны окружающей среды. Сертификация самолёта намечена на 2025 год.
На 2022 год на заводе за всё время было собрано 420 различных самолётов.
В связи со санкциями Европейского союза производство самолётов L-410 с 2022 года было прекращено.
Ему на смену к 2027 году готовится запуск в серию совместного с Белоруссией нового двухмоторного самолета «Освей» (до 19 мест).

## Ремонт двигателей

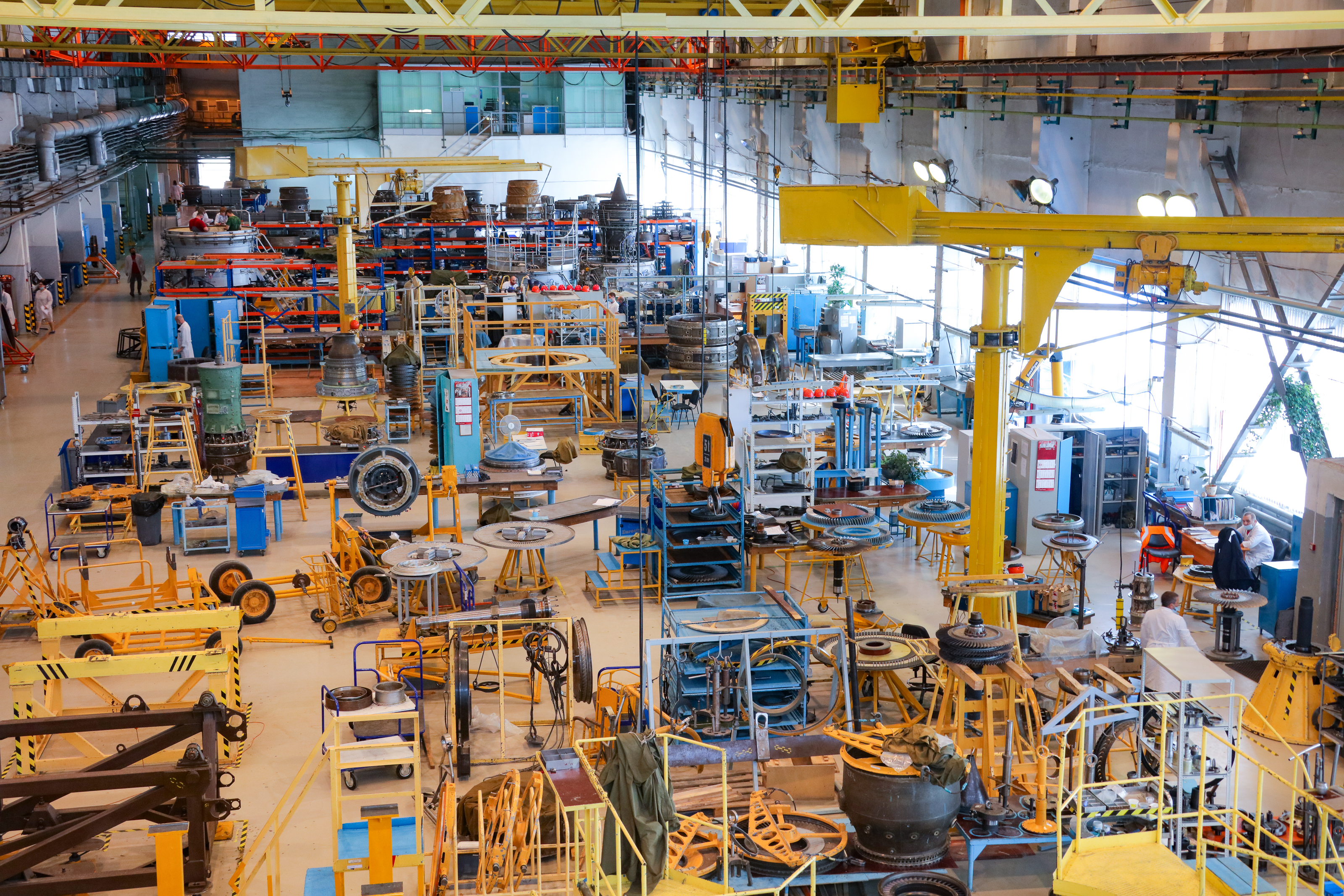
Ремонтный цех Уральского завода гражданской авиации

Дивизион «Двигатели» АО «УЗГА» осуществляет ремонт авиационных семейства двигателей:
| ТВ3-117 (Всех модификаций)                 |           |
| Длительность ремонта                       | 90 дней   |
| Количество ремонтируемых двигателей за год | 250-260   |
| Всего отремонтировано двигателей           | 1309 штук |
| ТВ2-117 (Всех модификаций)                 |           |
| Длительность ремонта                       | 60 дней   |
| Количество ремонтируемых двигателей за год | 200-220   |
| Всего отремонтировано двигателей           | 1208 штук |
| ГТД-350                                    |           |
| Длительность ремонта                       | 120 дней  |
| Количество ремонтируемых двигателей за год | 28-32     |
| Всего отремонтировано двигателей           | 147 штук  |

Вспомогательные силовые установки АИ-9 и главных редукторы для вертолётов:
| BP-8A                                      |             |
| Длительность ремонта                       | 60 дней     |
| Количество ремонтируемых двигателей за год | 60-200      |
| Всего отремонтировано двигателей           | 16 234 штук |
| BP-14                                      |             |
| Длительность ремонта                       | 90 дней     |
| Количество ремонтируемых двигателей за год | 70-120      |
| Всего отремонтировано двигателей           | 1 820 штук  |
| BP-24                                      |             |
| Длительность ремонта                       | 90 дней     |
| Количество ремонтируемых двигателей за год | 5-31        |
| Всего отремонтировано двигателей           | 122 штуки   |

Газотурбинные двигатели:
- НК-12СТ
- НК-16СТ
- ПС-90ГП-2

Для обеспечения ремонта предприятие самостоятельно выпускает компоненты двигателей, а также изготавливает нестандартное оборудование и оснастку
Всего на заводе было отремонтировано 56 000 двигателей.

## Инженерный центр
Завод имеет собственные инженерные центры в Санкт-Петербурге, Казани, Самаре, Смоленске, Нижнем Новгороде, Таганроге, Ульяновске. Ведётся более 20 опытно-конструкторских работ различной тематики, разработка аэродинамики и компоновки бортовых систем и оборудования, разработка и интеграция авионики для пилотируемой авиации и другие работы.
Инженерный центр сопровождает проекты на всех стадиях жизненного цикла: Разработка, сопровождение серийного производства, авторское сопровождение эксплуатации, сервисное обслуживание.

## Резидент «Титановой долины»
АО «УЗГА» подписало соглашение об осуществлении промышленно-производственной деятельности на территории Особой экономической зоны «Титановая долина» в декабре 2018 года. Проекты УЗГА реализуются на второй площадке ОЭЗ, получившей название «Уктус».

## Резидент ТОР «Комсомольск»
АО «УЗГА» при поддержке Корпорации развития Дальнего Востока и Арктики и Минвостокразвития России в 2022—2024 годах создаст в Хабаровском крае на площадке территории опережающего развития «Комсомольск» авиационный центр. Авиацентр будет включать сборочное производство, испытательную базу и учебный центр по подготовке лётного и технического состава. Корпорации развития Дальнего Востока и Арктики построит на ТОР «Комсомольск» инфраструктурные объекты, которые будут переданы авиапроизводителю в аренду на льготных условиях.

## Санкции
Из-за аннексии Крыма и вторжения России на Украину Уральский завод гражданской авиации находится под санкциями всех стран Евросоюза. В 2023 году Евросоюз ввел в отношении завода блокирующие санкции так как завод производит и поставляет БПЛА «Форпост», используемый Вооруженными силами Российской Федерации в войне России против Украины.
С 27 января 2023 года под торговыми санкциями США из-за разработки БПЛА Альтиус для МО РФ и участия персонала завода для ремонта БПЛА использованных в ходе вторжении на Украину. 19 мая 2023 года был включён в блокирующий санкционный список США «за поддержку военного и оборонного сектора России».
11 апреля 2023 года завод включён в санкционный список Канады «организаций причастных к войне Путина». По аналогичным основаниям завод также находится под санкциями Австралии, Украины и Швейцарии.

## Рейтинговые оценки
Рейтинговое агентство «Эксперт РА» в 2021 году присвоило АО «УЗГА» рейтинговую оценку ruA- со стабильным прогнозом. В 2022 году рейтинг был отозван, в 2023 году возобновлён на том же уровне и подтверждён в 2024 и 2025 годах.